# Sāghand
Sāghand (persiska: ساغند) är en ort i Iran. Den ligger i provinsen Yazd, i den centrala delen av landet. Sāghand ligger 1 309 meter över havet och folkmängden uppgår till cirka 150 invånare.

## Geografi
Terrängen runt Sāghand är kuperad åt sydväst, men åt nordost är den platt. Terrängen runt Sāghand sluttar österut. Trakten runt Sāghand är ofruktbar med lite eller ingen växtlighet. Ett kallt stäppklimat råder i trakten.